# Мовна одиниця
Мовна одиниця — елемент системи мови, нерозкладний в рамках певного рівня членування тексту і протиставлений іншим одиницям в підсистемі мови, що відповідає цьому рівню. Може бути розкладена на одиниці нижчого рівня.
Відповідно до рівня розкладеності розрізняють прості й складні одиниці: прості абсолютно неподільні (морфема як значуща одиниця, фонема); складні подільні, однак поділ обов'язково виявляє одиниці нижчого мовного рівня.
Сукупності основних мовних одиниць утворюють рівні мовної системи.

## Класифікація одиниць
За ознакою наявності звукової оболонки виділяються наступні типи одиниць мови:
- матеріальні — мають постійну звукову оболонку (фонема, морфема, слово, речення);
- відносно-матеріальні — мають змінну звукову оболонку (моделі будови слів, словосполучень, речень, що володіють узагальненим конструктивним значенням, відтвореним у всіх побудованих згідно з ними одиницях);
- одиниці значення — не існують поза матеріальних або відносно-матеріальних, складаючи їх смислову сторону (сема, семема).

Серед матеріальних одиниць за ознакою наявності значення виділяються:
- односторонні — не мають власного значення (фонема, склад); беруть участь у формуванні та розрізненні звукових оболонок двосторонніх одиниць. Іноді до односторонніх одиниць відносять і самі звукові оболонки;
- двосторонні — крім звучання, наділені значенням (морфема, слово, фразеологічна одиниця, речення). Можуть також називатися вищими одиницями мови.

## «Емічні» і «етичні» одиниці
Для матеріальних одиниць мови характерно одночасно існування у вигляді безлічі варіантів — як у вимові звукових відрізків — і у вигляді абстрактного інваріанта — безлічі всіх варіантів. Для позначення варіантів одиниць існують так звані «етичні» (англ. Phonetic) терміни (алофон, фон; аломорф, морф), для позначення інваріантів — «емічній» (англ. Phonemic) терміни (фонема, морфема, лексема і т. д.). Обидва терміни належать американському лінгвісту К. Л. Пайку. У більшості напрямків лінгвістики «етичні» і відповідні їм «емічні» одиниці належать до одного рівня мови.

## Одиниці мови
Одиниці мови виникають в результаті комбінації одиниць мови в мовному ланцюгу. До них належать словосполучення (крім фразеологізмів) і пропозиції, а також похідні й складні слова, вільно утворені в промові з тим чи іншим правилам; інші слова, а також фонеми й морфеми є одиницями мови.

## Характеристика одиниць
Попри істотні розбіжності в трактуванні одиниць мови в рамках різних наукових напрямків, можна виділити універсальні, які виявляються у всіх мовах властивості одиниць. Так, фонема є клас фонетично подібних звуків (втім, багато лінгвістів[джерело?] не вважають цю умову задовільно.; так, Л. В. Щерба вважав, що «єдність відтінків однієї фонеми зумовлена не їх фонетичною схожістю, а неможливістю розрізняти слова і форми слів даною мовою»; Р. І. Аванесов і В. М. Сидоров відзначали, що "різні звучання, які взаємно виключаються в одному і тому ж положенні, є різновидами однієї й тієї ж фонеми, як би сильно вони не відрізнялися одна від одної за освітою і якістю "), об'єднаних тотожністю функцій, морфема є синтаксично несамостійною двосторонньою одиницею, слово синтаксично самостійне, пропозиція — одиниця мови, що складається зі слів. Таким чином, різні мови можуть бути описані з використанням одних і тих же термінів.

## Відносини одиниць
Одиниці мови вступають один з одним у відносини трьох типів:
- парадигматичні;
- синтагматичні;
- ієрархічні (менш складні одиниці нижчих рівнів входять в одиниці вищих).

Відносини перших двох типів можливі лише між одиницями, що належать до одного рівня.